# Gondolat
A gondolat  az adott külső benyomások és ezekből lecsapódó képzetek után önálló működése az agynak vagy észnek. A gondolat az ész szabad működésének eredménye és mint ilyen főképp valamely ítélet formájában lép fel. Vagy, miután a gondolkodás orgánuma a nyelv, a gondolat egyszersmind egy mondat, szentencia alakjában jelenik meg. A gondolat mindig egy rövid szavakba foglalható eredménye a hosszabb-rövidebb gondolkodásnak. Vannak jó gondolatok, melyek vagy tüzetesebb tanulmányból, vagy ötletből eredtek és többnyire a cél és eszközök sikeres összeillesztésében nyilatkoznak. Néha a gondolat annyit is tesz, mint szórakozottság, magába mélyedés és itt a gondolat éles ellentéte a friss érzéki benyomásnak.

## A gondolat antropozófiai értelmezése
Rudolf Steiner, az antropozófia megalkotója szerint a gondolat a gondolkodás eredménye. A gondolkodást az ember szelleme, individuuma használja - fizikai agytól független módon! - a lét megismerésére. E szellemi tevékenység eredménye a fizikai agyban tükröződve: a gondolat. Maga a gondolkodás a hétköznapi tárgyi tudatban nem tudatos, hanem csak a gondolat, azaz amit az agy a tudatba reflektált. Az agy szerepe tehát a tudatosításban van. Amennyiben az agy bizonyos mértékig aktív szerepet játszik bizonyos gondolatok tudatba vetítésében a gondolkodó individuum akarata nélkül, az az antropozófia szerint nem gondolkodás, hanem asszociálás vagy kényszerképzetek felmerülése. 